# Tour of Oman 2023
Il Tour of Oman 2023, dodicesima edizione della corsa, valevole come terza prova dell'UCI ProSeries 2023 categoria 2.Pro, si svolse in cinque tappe dall'11 al 15 febbraio 2023 su un percorso di 831 km, con partenza da Rustaq e arrivo a Jabal Akhḍar, in Oman. La vittoria fu appannaggio dello statunitense Matteo Jorgenson, il quale completò il percorso in 19h56'21", alla media di 41,676 km/h, precedendo il belga Mauri Vansevenant ed il francese Geoffrey Bouchard.
Sul traguardo di Jabal Akhḍar 116 ciclisti, su 124 partiti da Rustaq, portarono a termine la competizione.

## Tappe
| Tappa  | Data        | Percorso                                                     | km    | Vincitore di tappa | Leader cl. generale |
| ------ | ----------- | ------------------------------------------------------------ | ----- | ------------------ | ------------------- |
| 1ª     | 11 febbraio | Al Rustaq Fort > Oman Convention and Exhibition Centre       | 147,5 | Tim Merlier        | Tim Merlier         |
| 2ª     | 12 febbraio | Sultan Qaboos University > Qurayyat                          | 174   | Jesús Herrada      | Jesús Herrada       |
| 3ª     | 13 febbraio | Al Khobar > Jabal Hatt                                       | 152   | Matteo Jorgenson   | Matteo Jorgenson    |
| 4ª     | 14 febbraio | Izki > Yitti Hills                                           | 205   | Diego Ulissi       | Matteo Jorgenson    |
| 5ª     | 15 febbraio | Samail (Al Feyhaa Resthouse) > Jabal Akhḍar (Green Mountain) | 152,5 | Mauri Vansevenant  | Matteo Jorgenson    |
| Totale | Totale      | Totale                                                       | 831   |                    |                     |

## Squadre e corridori partecipanti
Al via 18 formazioni.
| N.    | Cod. | Squadra                  |
| ----- | ---- | ------------------------ |
| 1-7   | SOQ  | Soudal Quick-Step        |
| 11-17 | UAD  | UAE Team Emirates        |
| 21-27 | ICW  | Intermarché-Circus-Wanty |
| 31-37 | ARK  | Team Arkéa-Samsic        |
| 41-47 | UXT  | Uno-X Pro Cycling Team   |
| 51-57 | ACT  | AG2R Citroën Team        |
| 61-67 | BOH  | Bora-Hansgrohe           |
| 71-77 | AST  | Astana Qazaqstan Team    |
| 81-87 | MOV  | Movistar Team            |

| N.      | Cod. | Squadra                         |
| ------- | ---- | ------------------------------- |
| 91-97   | COF  | Cofidis                         |
| 101-107 | LTD  | Lotto Dstny                     |
| 111-117 | BWB  | Bingoal WB                      |
| 121-126 | EKP  | Equipo Kern Pharma              |
| 131-137 | BBH  | Burgos-BH                       |
| 141-147 | OMN  | Oman                            |
| 151-157 | HPM  | Human Powered Health            |
| 161-167 | TSG  | Terengganu Polygon Cycling Team |
| 171-177 | UKO  | JCL Team Ukyo                   |

## Dettagli delle tappe

### 1ª tappa
- 11 febbraio: Al Rustaq Fort > Oman Convention and Exhibition Centre - 147,5 km

Risultati
| Pos. | Corridore    | Squadra | Tempo    |
| ---- | ------------ | ------- | -------- |
| 1    | Tim Merlier  | Soudal  | 3h31'00" |
| 2    | David Dekker | Arkéa   | s.t.     |
| 3    | Axel Zingle  | Cofidis | s.t.     |

| Pos. | Corridore      | Squadra    | Tempo    |
| ---- | -------------- | ---------- | -------- |
| 1    | Tim Merlier    | Soudal     | 3h30'50" |
| 2    | David Dekker   | Arkéa      | a 4"     |
| 3    | Jeroen Meijers | Terengganu | a 6"     |

### 2ª tappa
- 12 febbraio: Sultan Qaboos University > Qurayyat - 174 km

Risultati
| Pos. | Corridore      | Squadra | Tempo    |
| ---- | -------------- | ------- | -------- |
| 1    | Jesús Herrada  | Cofidis | 4h21'07" |
| 2    | Maxim Van Gils | Lotto   | s.t.     |
| 3    | Diego Ulissi   | UAE     | s.t.     |

| Pos. | Corridore      | Squadra | Tempo    |
| ---- | -------------- | ------- | -------- |
| 1    | Jesús Herrada  | Cofidis | 7h51'57" |
| 2    | Maxim Van Gils | Lotto   | a 4"     |
| 3    | Diego Ulissi   | UAE     | a 6"     |

### 3ª tappa
- 13 febbraio: Al Khobar > Jabal Hatt - 152 km

Risultati
| Pos. | Corridore         | Squadra  | Tempo    |
| ---- | ----------------- | -------- | -------- |
| 1    | Matteo Jorgenson  | Movistar | 3h33'51" |
| 2    | Mauri Vansevenant | Soudal   | a 1"     |
| 3    | Geoffrey Bouchard | AG2R     | a 3"     |

| Pos. | Corridore         | Squadra  | Tempo     |
| ---- | ----------------- | -------- | --------- |
| 1    | Matteo Jorgenson  | Movistar | 11h25'48" |
| 2    | Mauri Vansevenant | Soudal   | a 5"      |
| 3    | Geoffrey Bouchard | AG2R     | a 14"     |

### 4ª tappa
- 14 febbraio: Izki > Yitti Hills - 205 km

Risultati
| Pos. | Corridore     | Squadra | Tempo    |
| ---- | ------------- | ------- | -------- |
| 1    | Diego Ulissi  | UAE     | 4h36'48" |
| 2    | Axel Zingle   | Cofidis | s.t.     |
| 3    | Ide Schelling | Bora    | s.t.     |

| Pos. | Corridore         | Squadra  | Tempo     |
| ---- | ----------------- | -------- | --------- |
| 1    | Matteo Jorgenson  | Movistar | 16h02'36" |
| 2    | Diego Ulissi      | UAE      | a 5"      |
| 3    | Mauri Vansevenant | Soudal   | s.t.      |

### 5ª tappa
- 15 febbraio: Samail (Al Feyhaa Resthouse) > Jabal Akhḍar (Green Mountain) - 152,5 km

Risultati
| Pos. | Corridore         | Squadra  | Tempo    |
| ---- | ----------------- | -------- | -------- |
| 1    | Mauri Vansevenant | Soudal   | 3h53'31" |
| 2    | Matteo Jorgenson  | Movistar | s.t.     |
| 3    | Geoffrey Bouchard | AG2R     | a 12"    |

| Pos. | Corridore         | Squadra  | Tempo     |
| ---- | ----------------- | -------- | --------- |
| 1    | Matteo Jorgenson  | Movistar | 19h56'21" |
| 2    | Mauri Vansevenant | Soudal   | a 1"      |
| 3    | Geoffrey Bouchard | AG2R     | a 28"     |

## Evoluzione delle classifiche
| Tappa              | Vincitore          | Classifica generale Maglia rossa | Classifica a punti Maglia verde | Classifica giovani Maglia bianca | Classifica combattività Maglia oro | Classifica a squadre Numero giallo |
| ------------------ | ------------------ | -------------------------------- | ------------------------------- | -------------------------------- | ---------------------------------- | ---------------------------------- |
| 1ª                 | Tim Merlier        | Tim Merlier                      | Tim Merlier                     | David Dekker                     | Jeroen Meijers                     | UAE Team Emirates                  |
| 2ª                 | Jesús Herrada      | Jesús Herrada                    | Jesús Herrada                   | Maxim Van Gils                   | Jeroen Meijers                     | Burgos-BH                          |
| 3ª                 | Matteo Jorgenson   | Matteo Jorgenson                 | Matteo Jorgenson                | Matteo Jorgenson                 | Jeroen Meijers                     | Bora-Hansgrohe                     |
| 4ª                 | Diego Ulissi       | Matteo Jorgenson                 | Diego Ulissi                    | Matteo Jorgenson                 | Fredrik Dversnes                   | Bora-Hansgrohe                     |
| 5ª                 | Mauri Vansevenant  | Matteo Jorgenson                 | Matteo Jorgenson                | Matteo Jorgenson                 | Fredrik Dversnes                   | Bora-Hansgrohe                     |
| Classifiche finali | Classifiche finali | Matteo Jorgenson                 | Matteo Jorgenson                | Matteo Jorgenson                 | Fredrik Dversnes                   | Bora-Hansgrohe                     |

Maglie indossate da altri ciclisti in caso di due o più maglie vinte
- Nella 2ª tappa Axel Zingle ha indossato la maglia verde al posto di Tim Merlier.
- Nella 3ª tappa Tim Merlier ha indossato la maglia verde al posto di Jesús Herrada.
- Nella 4ª tappa Mauri Vansevenant ha indossato la maglia verde al posto di Matteo Jorgenson e Maxim Van Gils ha indossato quella bianca al posto di Matteo Jorgenson.
- Nella 5ª tappa Mauri Vansevenant ha indossato la maglia bianca al posto di Matteo Jorgenson.

## Classifiche finali

### Classifica generale - Maglia rossa
| Pos. | Corridore          | Squadra     | Tempo     |
| ---- | ------------------ | ----------- | --------- |
| 1    | Matteo Jorgenson   | Movistar    | 19h56'21" |
| 2    | Mauri Vansevenant  | Soudal      | a 1"      |
| 3    | Geoffrey Bouchard  | AG2R        | a 28"     |
| 4    | Rein Taaramäe      | Intermarché | a 46"     |
| 5    | Diego Ulissi       | UAE         | a 48"     |
| 6    | Maxim Van Gils     | Lotto       | a 58"     |
| 7    | Jesús Herrada      | Cofidis     | a 1'20"   |
| 8    | Cristián Rodríguez | Arkéa       | a 1'22"   |
| 9    | Cian Uijtdebroeks  | Bora        | a 1'36"   |
| 10   | Carlos Verona      | Movistar    | a 1'37"   |

### Classifica a punti - Maglia verde
| Pos. | Corridore         | Squadra  | Punti |
| ---- | ----------------- | -------- | ----- |
| 1    | Matteo Jorgenson  | Movistar | 34    |
| 2    | Mauri Vansevenant | Soudal   | 33    |
| 3    | Diego Ulissi      | UAE      | 31    |
| 4    | Maxim Van Gils    | Lotto    | 22    |
| 5    | Axel Zingle       | Cofidis  | 21    |

### Classifica giovani - Maglia bianca
| Pos. | Corridore         | Squadra  | Punti     |
| ---- | ----------------- | -------- | --------- |
| 1    | Matteo Jorgenson  | Movistar | 19h56'21" |
| 2    | Mauri Vansevenant | Soudal   | a 1"      |
| 3    | Maxim Van Gils    | Lotto    | a 58"     |
| 4    | Cian Uijtdebroeks | Bora     | a 1'36"   |
| 5    | Sylvain Moniquet  | Lotto    | a 2'44"   |

### Classifica combattività - Maglia oro
| Pos. | Corridore         | Squadra     | Punti |
| ---- | ----------------- | ----------- | ----- |
| 1    | Fredrik Dversnes  | Uno-X       | 15    |
| 2    | Jeroen Meijers    | Terengganu  | 11    |
| 3    | Iván Cobo         | Kern Pharma | 9     |
| 4    | Matteo Jorgenson  | Movistar    | 7     |
| 5    | Mauri Vansevenant | Soudal      | 6     |

### Classifica a squadre
| Pos. | Squadra                  | Tempo     |
| ---- | ------------------------ | --------- |
| 1    | Bora-Hansgrohe           | 59h55'12" |
| 2    | Soudal Quick-Step        | a 2'36"   |
| 3    | Intermarché-Circus-Wanty | a 2'46"   |
| 4    | Team Arkéa-Samsic        | a 2'47"   |
| 5    | AG2R Citroën Team        | a 4'52"   |